# Love Is for Suckers
Love Is for Suckers är ett musikalbum av den amerikanska gruppen Twisted Sister, men det var tänkt som ett soloalbum av Dee Snider, men skivbolaget vägrade ge ut albumet om det inte släpptes under namnet Twisted Sister. Inga förutom Dee Snider från Twisted Sister medverkade vid inspelningen av "Love Is For Suckers".

## Låtlista
Alla låtar är skrivna av Dee Snider, om inget annat anges.
Sida 1
1. Wake Up (The Sleeping Giant)
2. Hot Love
3. Love Is For Suckers (Marky Carter, Snider)
4. I'm So Hot For You
5. Tonight

Sida 2
1. Me And The Boys
2. One Bad Habit
3. I Want This Night (To Last Forever) (Mark Tanner, Marty Wagner, Snider)
4. You Are All I Need
5. Yeah Right!
6. Feel Appeal [Bara på 1999 års återutgåva]
7. Statutory Date [Bara på 1999 års återutgåva]
8. If That's What You Want [Bara på 1999 års återutgåva]
9. I Will Win [Bara på 1999 års återutgåva]

## Medverkande
Dee Snider - Sång, gitarr
Reb Beach - Gitarr
Beau Hill - Keyboard, bakgrundssång
Kip Winger - Bas, bakgrundssång
Joe Franco - Trummor (skriven som Joey "Seven" Franco)
The New West Horns - Blåsinstrument
Steve Whiteman, Jimmy Chalfant - Bakgrundssång